# Fernando José Penteado
Fernando José Penteado (São Paulo, 7 de julho de 1934) é um bispo católico brasileiro.

## Biografia
Filho de José de Siqueira Penteado e Maria José Reves Penteado. Em 1954 iniciou o curso de Filosofia e, três anos mais tarde, ingressou no curso de Teologia no Seminário Central da Assunção, na capital paulista. Em 1960 foi ordenado sacerdote na Catedral de São Paulo, por Dom Carlos Carmelo de Vasconcelos Mota, cardeal-arcebispo de São Paulo.
Após ordenado, foi professor no Seminário de São Roque, Pároco na Paróquia São Benedito e Nossa Senhora do Rosário, no Jabaquara, e na Paróquia Verbo Divino, em Santo Amaro, na zona Sul da capital paulista.
Em 2 de abril de 1979 foi nomeado bispo titular de Turres Ammeniae e auxiliar de São Paulo. Recebeu a ordenação episcopal no dia 27 de maio desse mesmo ano, das mãos do papa João Paulo II, na Basílica de São Pedro, assistido pelos arcebispos Duraisamy Simon Lourdusamy e Eduardo Martínez Somalo.
Após a ordenação, Dom Fernando foi designado pelo Cardeal Arns como responsável pela então Região de Itapecerica da Serra, onde permaneceu de 1979 a 1989, ano em que se tornou Vigário Episcopal na Região Lapa, até o ano 2000. No dia 5 de julho de 2000 foi nomeado o sexto bispo de Jacarezinho, sucedendo a D. Conrado Walter.
Além de sua atuação religiosa, engajou-se na luta da implantação da Universidade Estadual do Norte do Paraná (UENP), na qual foi Reitor pro tempore de 2006 a 2010.
Aos 23 de junho de 2010 teve a sua renúncia aceita por limite de idade, pelo Papa Bento XVI. Então, voltou a São Paulo, passando a morar e colaborar na Paróquia São Domingos Sávio, onde ainda realiza o atendimento à comunidade paroquial. Além disso, é presença constante na Capela São João Batista, no bairro de Pirituba, e continua contribuindo na formação dos novos sacerdotes, pregando retiros, estando a serviço do conselho diretivo da Associação Civil Gaudium et Spes e participando das assembleias gerais da CNBB.

## Ordenações
Ordenou diácono:
- Jorge Pierozan (1996)

Ordenou padre:
- Jorge Pierozan (1997)

Principal ordenante de:
- Elizeu de Morais Pimentel † (2002)

Coordenante de:
- Mosé João Pontelo, C.S.Sp. (1998)
- Mário Antônio da Silva (2010)
- Antônio Braz Benevente (2010)
- Jorge Pierozan (2019)
- Cícero Alves de França (2022)[2]